# Westerscheldetunnel

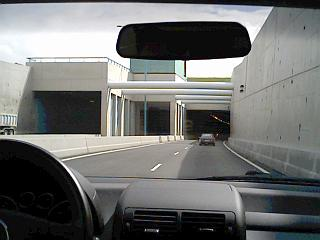
Wjazd do tunelu

Westerscheldetunnel – tunel drogowy w Holandii, biegnący pod estuarium Skaldy, od Ellewoutsdijk do Terneuzen. Przez tunel biegnie droga N62, posiadająca po dwa pasy ruchu w każdą stronę. Każda z dwóch nitek tunelu ma średnicę 11 m, a całkowita długość obiektu wynosi 6,6 km, co czyni go najdłuższym tunelem drogowym w Holandii. Tunel, po ponad 7 latach projektowania i budowy, otwarto 14 marca 2003 roku. Za przejazd tunelem pobierane są opłaty, a maksymalna prędkość jazdy wynosi 100 km/h.